# Fionnuala Britton
Fionnuala Britton, McCormack da sposata (Wicklow, 24 settembre 1984), è una mezzofondista, siepista e maratoneta irlandese.

## Palmarès
| Anno | Manifestazione             | Sede           | Evento        | Risultato | Prestazione | Note                                     |
| ---- | -------------------------- | -------------- | ------------- | --------- | ----------- | ---------------------------------------- |
| 2005 | Europei under 23           | Erfurt         | 3000 m siepi  | 9ª        | 10'17"58    |                                          |
| 2005 | Universiade                | Smirne         | 3000 m siepi  | 11ª       | 10'28"37    |                                          |
| 2006 | Europei                    | Göteborg       | 3000 m siepi  | Batteria  | 9'49"20     |                                          |
| 2007 | Mondiali                   | Osaka          | 3000 m siepi  | 12ª       | 9'48"09     |                                          |
| 2008 | Giochi olimpici            | Pechino        | 3000 m siepi  | 10ª       | 9'43"57     |                                          |
| 2009 | Universiade                | Belgrado       | 3000 m siepi  | 6ª        | 9'54"10     |                                          |
| 2010 | Europei                    | Barcellona     | 3000 m siepi  | 11ª       | 9'45"25     |                                          |
| 2011 | Mondiali                   | Taegu          | 3000 m siepi  | Batteria  | 9'41"17     |                                          |
| 2011 | Europei di corsa campestre | Velenje        | Senior        | Oro       | 25'55"      |                                          |
| 2012 | Europei                    | Helsinki       | 10000 m piani | 4ª        | 32'05"54    |                                          |
| 2012 | Giochi olimpici            | Londra         | 5000 m piani  | 8ª        | 15'08"87    |                                          |
| 2012 | Giochi olimpici            | Londra         | 10000 m piani | 12ª       | 31'14"75    |                                          |
| 2012 | Europei di corsa campestre | Budapest       | Senior        | Oro       | 27'45"      |                                          |
| 2012 | Europei di corsa campestre | Budapest       | A squadre     | Oro       | 52 pt.      |                                          |
| 2013 | Europei indoor             | Göteborg       | 3000 m piani  | Bronzo    | 9'00"54     |                                          |
| 2014 | Europei                    | Zurigo         | 10000 m piani | 8ª        | 32'32"45    |                                          |
| 2014 | Europei                    | Zurigo         | Maratona      | 10ª       | 2h31'46"    |                                          |
| 2014 | Europei di corsa campestre | Samokov        | Senior        | 6ª        | 28'59"      |                                          |
| 2014 | Europei di corsa campestre | Samokov        | A squadre     | Bronzo    | 87 pt.      |                                          |
| 2015 | Europei di corsa campestre | Hyères         | Senior        | 4ª        | 26'00"      |                                          |
| 2015 | Europei di corsa campestre | Hyères         | A squadre     | Bronzo    | 83 pt.      |                                          |
| 2016 | Europei                    | Amsterdam      | 10000 m piani | 5ª        | 31'30"74    | Miglior prestazione personale stagionale |
| 2016 | Giochi olimpici            | Rio de Janeiro | Maratona      | 20ª       | 2h29'58"    | Miglior prestazione personale            |
| 2021 | Giochi olimpici            | Tokyo          | Maratona      | 25ª       | 2h34'09"    | Miglior prestazione personale stagionale |
| 2022 | Europei                    | Monaco         | Maratona      | 7ª        | 2h29'25"    | Miglior prestazione personale stagionale |
| 2024 | Giochi olimpici            | Parigi         | Maratona      | 28ª       | 2h30'12"    |                                          |

## Campionati nazionali
2003
- Argento ai campionati irlandesi juniores, 1500 m - 4'44"84

2004
- 11º ai campionati irlandesi, 1500 m - 4'37"83

2006
- Bronzo ai campionati irlandesi, 1500 m - 4'20"71

2007
- Bronzo ai campionati irlandesi, 1500 m - 4'32"27

2008
- Oro ai campionati irlandesi, 3000 siepi - 9'51"93

2009
- Oro ai campionati irlandesi, 3000 siepi - 10'04"95

2010
- 5º ai campionati irlandesi, 1500 m - 4'23"33

2011
- Argento ai campionati irlandesi, 1500 m - 4'18"03

2013
- Oro ai campionati irlandesi indoor, 1500 m - 4'13"96

2014
- Oro ai campionati irlandesi, 5000 m - 15'39"40
- Argento ai campionati irlandesi, 1500 m - 4'18"33

## Altre competizioni internazionali
2007
- Argento alla NYRR Hot Chocolate ( New York), 15 km - 58'47"

2011
- 7º alla Great Ireland Run ( Dublino) - 34'10"
- Bronzo al Birmingham Grand Prix ( Birmingham), 3000 m siepi - 9'37"93

2012
- Oro al Great Edinburgh International Cross Country ( Edimburgo) - 21'32"

2013
- Oro al Great Edinburgh International Cross Country ( Edimburgo) - 20'40"

2014
- 4º alla Great Ireland Run ( Dublino) - 33'54"

2015
- 13º alla Maratona di Chicago ( Chicago) - 2h33'15"
- 4º alla Mezza maratona di Lille ( Lilla) - 1h11'33"
- 7º alla Great Manchester Run ( Manchester) - 32'57"
- Argento alla Great Ireland Run ( Dublino) - 33'07"

2016
- 4º alla New York Half Marathon ( New York) - 1h10'44"
- 5º alla Great Manchester Run ( Manchester) - 32'23"
- Oro alla Great Ireland Run ( Dublino) - 33'30"

2017
- 5º alla Mezza maratona di Barcellona ( Barcellona) - 1h11'35"
- 12º alla New York Half Marathon ( New York) - 1h12'29"

2019
- 11º alla Maratona di Boston ( Boston) - 2h30'38"
- 5º alla Maratona di Chicago ( Chicago) - 2h26'57"
- 5º alla Great Manchester Run ( Manchester) - 32'43"
- Oro alla 10 km di Dunshaughlin ( Dunshaughlin) - 32'18"

2024
- 4º alla Maratona di Valencia ( Valencia) - 2h23'46"